# Imyra, Tayra, Ipy - Taiguara
Imyra, Tayra, Ipy - Taiguara é o décimo primeiro álbum de estúdio de Taiguara, considerado como um marco da carreira do músico e da música brasileira. O álbum foi gravado no Brasil, após o primeiro período de exílio de Taiguara no exterior. Na Inglaterra, chega a gravar o Let The Children Hear The Music censurado mesmo no exterior e nunca lançado. Em 1975, de volta ao Brasil, ganha permissão para uma nova gravação, a ser lançada pela gravadora EMI-Odeon no mesmo ano. Entretanto, em apenas 72 horas após seu lançamento, a Ditadura Militar brasileira baniu o disco e recolheu das lojas, destruindo as cópias. Pouco depois, Taiguara partiria para o exílio na Inglaterra e na Tanzânia. Viria a gravar um álbum novamente apenas em 1983, com o lançamento de Canções de Amor e Liberdade. Posteriormente, os direitos autorais de Imyra, Tayra, Ipy - Taiguara foram comprados por produtores japoneses que lançaram o disco em seu país em 1980.
Em Outubro de 2005, ano em que Taiguara completaria 60 anos, um website dedicado ao disco junto a uma Campanha de Repatriamento  foi criado por sua filha ´Imyra Chalar, qual rendeu cerca de 100.000 assinaturas, e em 2013 Imyra, Tayra, Ipy - Taiguara foi oficialmente lançado no Brasil, em todo o território nacional. A remasterização e lançamento foram realizados pela gravadora Kuarup. Wagner Tiso (direção musical e piano), Toninho Horta (violão e guitarra), Jaques Morelenbaum (violoncelo), Nivaldo Ornelas (sax e flauta), Novelli (baixo) e Zé Eduardo Nazário (bateria e percussão), músicos presentes na gravação de 1976, realizaram concerto em homenagem ao lançamento do álbum no Brasil.

## Composição e Gravação
Imyra, Tayra, Ipy - Taiguara, demorou cerca de seis meses para ser gravado, segundo Wagner Tiso, pelo fato de Taiguara ter uma verve perfeccionista, que levava a pequenos atritos durante as gravações. Para burlar a censura, que já havia vetado uma série de músicas e seu último álbum, na Inglaterra, Taiguara utilizou-se de diversas analogias poéticas para procurar expressar suas visões sem sofrer repressão. Desta forma, diversos temas surgiam em canções aparentemente sobre outros temas. Em "Terra das Palmeiras", o verso clama uma "amada amordaçada" e o "sabiá" que não canta mais. Em "Primeira Bateria", Taiguara afirma "liberdade/quero até morrer por você". A faixa "Pianice", vinheta de abertura, provém das gravações de uma peça sinfônica surgida de seus estudos na Guildhall School of Music and Drama. A ironia também é utilizada: "Público", em que Taiguara afirma "eles querem lotar o Maracanã/e precisam de mim, lá vou eu" satiriza sua fase de "o ganhador de festivais". O famoso tema Aquarela do Brasil, de Ary Barroso aparece na faixa "Aquarela de um país na lua".
A tripla ascendência indígena, africana e hispânica de Taiguara é evocada nas faixas "A Volta do Pássaro Ameríndio", "Sete Cenas de Imyra", "Luanda, Violeta Africana" e "Como em Guernica" (esta última cantada em espanhol). Taiguara procurava realizar o show de abertura da temporada Imyra, Tayra, Ipy - Taiguara em um Primeiro de Maio, nas ruínas de São Miguel das Missões. O local escolhido completaria o conceito do álbum: no encarte que acompanharia o disco, segue escrito a definição da palavra "Taiguara", do tupi-guarani "Taygoara", que significaria "forro, livre, senhor de si".

## Censura
Embora Taiguara tivesse recebido autorização para realizar um álbum no Brasil, o músico tomou algumas precauções para que seu disco não sofresse o mesmo destino do anterior, Let The Children Hear The Music. Algumas das músicas cujas letras eram mais sujeitas a serem alvo da censura foram assinadas utilizando pseudônimos. Taiguara também utilizou o nome de sua esposa na época, Gheisa Gomes Chalar da Silva, como autora das três canções consideradas mais controversas, "Terra das Palmeiras", "Situação" e "Público". Embora este método tenha sido eficaz para que a gravação ocorresse e o lançamento fosse planejado, a estratégia durou pouco tempo. O disco ficou apenas três dias (aproximadamente 72 horas) em circulação, sendo recolhido das lojas pela polícia em seguida. Já prestes a começar a turnê do álbum, o espetáculo de abertura, marcado para o dia Primeiro de Maio de 1976, nas ruínas das Missões de São Miguel no Rio Grande do Sul, foi cancelado apenas 24 horas antes de sua realização. Isto levaria o artista a se exilar novamente, desta vez para Europa e África. Iria retornar ao Brasil apenas no início dos anos 1980, com a gradual abertura da Ditadura Militar.

## Faixas
| Lado A |                                                              |                |         |  |
| N.º    | Título                                                       | Compositor(es) | Duração |  |
| 1.     | "Pianice (Pecinha Sinfônica)"                                | Taiguara       | 1:28    |  |
| 2.     | "Delírio Transatlântico e Chegada no Rio"                    | Taiguara       | 0:30    |  |
| 3.     | "Público"                                                    | Taiguara       | 5:26    |  |
| 4.     | "Terra das Palmeiras" (Arranjos de Taiguara ainda no exílio) | Taiguara       | 4:22    |  |
| 5.     | "Como em Guernica"                                           | Taiguara       | 3:25    |  |
| 6.     | "A Volta do Pássaro Ameríndio"                               | Taiguara       | 4:25    |  |
| 7.     | "Luanda Violeta Africana"                                    | Taiguara       | 1:11    |  |

| Lado B |                                                                                 |                                                      |         |  |
| N.º    | Título                                                                          | Compositor(es)                                       | Duração |  |
| 8.     | "Aquarela de Um País na Lua" (Arranjos de Hermeto Pascoal)                      | Taiguara                                             | 3:38    |  |
| 9.     | "Situação" (Arranjos de Hermeto Pascoal)                                        | Taiguara                                             | 3:48    |  |
| 10.    | "Sete cenas de Imyra" (Arranjos de Taiguara (originados no exílio, em Londres)) | Taiguara                                             | 4:44    |  |
| 11.    | "Três Pontas" (Arranjos de Hermeto Pascoal)                                     | (Letra: Fernando Brandt / Música: Milton Nascimento) | 3:40    |  |
| 12.    | "Samba das cinco" (Arranjos de Hermeto Paschoal e Taiguara)                     | Taiguara                                             | 2:42    |  |
| 13.    | "Primeira Bateria" (Arranjos de Hermeto Pascoal)                                | Taiguara                                             | 2:28    |  |
| 14.    | "Outra cena" (Arranjos de Taiguara)                                             | Taiguara                                             | 1:04    |  |

## Equipe

### Músicos
As harmonias das faixas do álbum foram compostas em conjunto pelos músicos que participaram das gravações:
- Taiguara - voz, piano, sintetizador, mellotron (flauta), arranjos e orquestrações ( lado A: faixas1,2,3,5, 6,7: lado B: 3,7)
- Hermeto Pascoal - flauta, flauta baixo, arranjos e orquestrações (lado A; faixa 4; lado B: faixas 1,2, 4, 5, 6)
- Toninho Horta - violão
- Nivaldo Ornelas - sax soprano, sax tenor, flauta
- Wagner Tiso - Regência
- Novelli - baixo acústico
- Zé Eduardo Nazário - percussão, bateria em A volta do Pássaro Ameríndio
- Paulo Braga - bateria, percussão em Três Pontas
- Jaques Morelenbaum - violoncelo
- Ubirajara Silva - bandoneon em Primeira Bateria
- Lúcia Morelenbaum - harpa

### Produção de Estúdio
- Produção: Wagner Tiso[9]
- Capa e Encarte Originais: Thomas Michael Lewinsohn[9]